# Anastrepha buscki
Anastrepha buscki är en tvåvingeart som beskrevs av Stone 1942. Anastrepha buscki ingår i släktet Anastrepha och familjen borrflugor. Inga underarter finns listade i Catalogue of Life.